# Тола (Амурская область)
Тола — упразднённая железнодорожная станция (тип населённого пункта) в Белогорском районе Амурской области России. Иключена из учётных данных в 1979 году.

## География
Станция располагалась у одноимённого путевого пункта на линии Белогорск — Завитая Забайкальской железной дороги, на расстоянии примерно 8,5 километра (по прямой) к юго-востоку от села Возжаевка.

## История
Железнодорожный разъезд был образован в 1932 году.
Решением Амурского исполкома от 23 мая 1979 года № 246, железнодорожная станция Тола исключена из учётных данных, как населённый пункт служебного значения.